# Зборовский район
Збо́ровский райо́н (укр. Збо́рівський райо́н) — упразднённая административная единица на северо-западе Тернопольской области Украины с центром в городе Зборов.

## Географическое положение
Район граничил на севере с Бродовским районом Львовской области, на юге — с Бережанским и Козовским районами Тернопольской области, на западе — с Золочевским районом Львовской области, на востоке — с Кременецким, Збаражским и Тернопольским районами Тернопольской области.
Площадь района — 978 км2 (4-е место среди районов).
Основные реки —
Верховинка,
Волчковецкая Стрыпа,
Восточная Золотая Липа,
Восточная Стрыпа,
Высушка,
Вятына,
Главная Стрыпа,
Гнилка,
Гук,
Должанка,
Дзюрава,
Западная Стрыпа,
Зварыч,
Лопушанка,
Махновка,
Нестеровка,
Серет,
Серет Левый,
Серет Правый,
Сиорля,
Смолянка,
Стрыпа,
Цебровка.
Наивысшая точка — гора Крайний Камень (431 м) на востоке района в окрестностях сел Хомовка и Детковцы.

## История
Район образован в 1940 году. В ходе административно-территориальной реформы в Украине, в 2020 году район был упразднён, его территория вошла в состав Тернопольского района. На территории района были сформированы Залозецкая, Зборовская и Озёрнянская территориальные общины. Территория Кобзарёвского, Куровецкого, Малашевецкого и Черниховского сельских советов вошла в состав Тернопольской городской общины, а Мшанецкого сельского совета — в состав Белецкой сельской общины.

## Демография
Население района составляло 40 488 человек (данные 2019 г.), в том числе в городских условиях проживают 9 279 человек, в сельских — 31 209 человек.

## Административное устройство
На момент упразднения район включал в себя:
| - Городских советов: 1 - Поселковых советов: 1 - Сельских советов: 42 | - Городов: 1 - Посёлков городского типа: 1 - Сёл: 90 |

### Местные советы[5]
| - Зборовский городской совет - Заложцевский поселковый совет - Белоголовский сельский совет - Беримовский сельский совет - Бзовицкий сельский совет - Богдановский сельский совет - Вирловский сельский совет - Волчковский сельский совет - Высыповецкий сельский совет - Гае-Растоцкий сельский совет - Гаи-за-Рудовский сельский совет - Гарбузовский сельский совет - Годовский сельский совет - Городищенский сельский совет - Гукаловский сельский совет - Загорянский сельский совет - Зарудянский сельский совет - Кабаровецкий сельский совет - Кальненский сельский совет - Кобзарёвский сельский совет - Куровецкий сельский совет - Малашевецкий сельский совет | - Мильновский сельский совет - Млыновецкий сельский совет - Мшанецкий сельский совет - Нестеровский сельский совет - Озернянский сельский совет - Олиевский сельский совет - Осташевский сельский совет - Панасовский сельский совет - Перепельницкий сельский совет - Плеснянский сельский совет - Погребецкий сельский совет - Ратыщевский сельский совет - Реневский сельский совет - Розгадовский сельский совет - Серетецкий сельский совет - Славнянский сельский совет - Тростянецкий сельский совет - Цебровский сельский совет - Черниховский сельский совет - Чистопадовский сельский совет - Ярославичский сельский совет - Ярчовецкий сельский совет |

### Населённые пункты[6]
| с. Белковцы с. Белоголовы с. Белокриница с. Беримовцы с. Бзовица с. Блих с. Богдановка с. Вертелка с. Вирлов с. Волосовка с. Волчковцы с. Воробиевка с. Высыповцы с. Гаи-за-Рудою с. Гаи-Ростоцкие с. Гарбузов с. Глядки с. Годов с. Городище с. Грабковцы с. Гукаловцы с. Даниловцы с. Детковцы | с. Жабыня с. Жуковцы с. Загорье пгт Заложцы с. Зарудье г. Зборов с. Иванковцы с. Ивачев с. Йосиповка с. Кабаровцы с. Калиновка с. Кальное с. Кобзарёвка с. Кокутковцы с. Корчунок с. Коршилов с. Красная с. Кудиновцы с. Кудобинцы с. Куровцы с. Лавриковцы с. Лопушаны с. Малашевцы | с. Манаев с. Метенев с. Мильно с. Млыновцы с. Мониловка с. Мшана с. Мшанец с. Нестеровцы с. Нетерпинцы с. Нище с. Носовцы с. Озёрная с. Озерянка с. Олиев с. Ольшанка с. Осташевцы с. Панасовка с. Перепельники с. Песчаное с. Плесковцы с. Плесняны с. Погребцы с. Подберезцы | с. Подгайчики с. Присовцы с. Ратыщи с. Ренев с. Розгадов с. Серединцы с. Серетец с. Славная с. Сыровары с. Травотолоки с. Тростянец с. Тустоголовы с. Футоры с. Хомовка с. Храбузна с. Цебров с. Цецовка с. Чернихов с. Чёрный Лес с. Чистопады с. Ярославичи с. Ярчовцы с. Яцковцы |